# 江西省国家安全厅
江西省国家安全厅是中华人民共和国江西省人民政府的组成部门。1994年11月成立。2018年12月，江西省国家安全厅曾與公安机关查處法轮功支持者在江西南昌某汽车客运站設立WiFi热点進行法輪功宣傳的案件。

## 相关案件
- 锺鼎邦事件

## 外部鏈接
- 江西省委機構編制委員會辦公室[]